# Hockey Club Rotterdam
Hockey Club Rotterdam je nizozemski klub u hokeju na travi iz grada Rotterdama. Utemeljen je 16. rujna 1925. godine. Glavne klupske boje su bijela majica i zelene hlačice/čarape. Klupski grb čine dva ukrštena štapa za hokej koja tvore slovo "R" (Rotterdam), a nalaze se na zelenoj podlozi. Natječe u najvišem razredu nizozemske hokejaške lige, Hoofdklasse.
HC Rotterdam je na svom novom stadionu Hazelaarwegu ugostio natjecatelje Prvačkog trofeja 2001. i 
i 2005., kao i Svjetski juniorski kup u hokeju na travi.

## Poznati igrači i igračice
- Waseem Ahmad
- Sohail Abbas
- Ryan Archibald
- Phillip Burrows
- Fleur van de Kieft
- Mark Knowles
- Bart Looije
- Fatima Moreira de Melo
- Rob Short
- Peter Short
- Beth Storry
- Sarah Thomas
- Pauline Roels

## Vanjske poveznice
- Službene stranice